# Fußball-Weltmeisterschaft 1994/Schweden

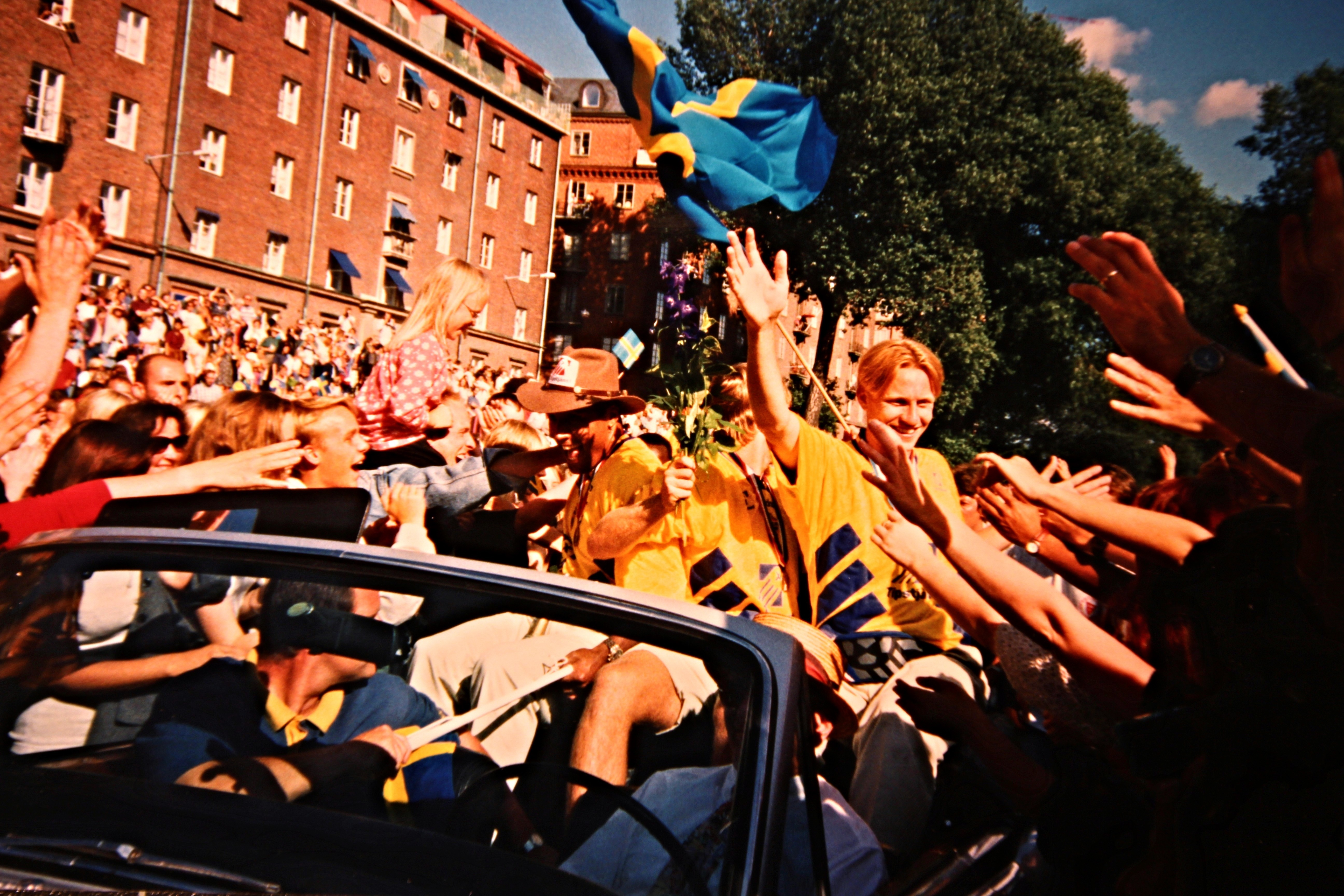
Feiern in Stockholm 18. Juli 1994. Die Schwedische Mannschaft fährt im Ehrengeleit durch die Stadt

Dieser Artikel behandelt die schwedische Fußballnationalmannschaft bei der Fußball-Weltmeisterschaft 1994. Es war die neunte Teilnahme Schwedens an der Endrunde einer Fußball-Weltmeisterschaft.

## Qualifikation
| Finnland   | – | Schweden   | 0:1 | Ingesson 77'                                             |
| Schweden   | – | Bulgarien  | 2:0 | Dahlin 56', Pettersson 76'                               |
| Israel     | – | Schweden   | 1:3 | Banin 42' / Limpar 37', Dahlin 58', Ingesson 74'         |
| Frankreich | – | Schweden   | 2:1 | Cantona 42' 81' / Dahlin 14'                             |
| Schweden   | – | Österreich | 1:0 | Eriksson 50'                                             |
| Schweden   | – | Israel     | 5:0 | Brolin 17' 41' 65', Zetterberg 55', Landberg 89'         |
| Schweden   | – | Frankreich | 1:1 | Dahlin 89' / Sauzée 77'                                  |
| Bulgarien  | – | Schweden   | 1:1 | Stoitschkow 21' / Dahlin 26'                             |
| Schweden   | – | Finnland   | 3:2 | Dahlin 27' 46', Larsson 40' / Suominen 14', Litmanen 60' |
| Österreich | – | Schweden   | 1:1 | Herzog 70' / Mild 67'                                    |

## Schwedisches Aufgebot
| Nr.               | Name              | Verein vor WM-Beginn     | Geburtstag | Spiele   | Tore     | Gelbe Karte | Rote Karte |
| Torhüter          | Torhüter          | Torhüter                 | Torhüter   | Torhüter | Torhüter | Torhüter    | Torhüter   |
| ----------------- | ----------------- | ------------------------ | ---------- | -------- | -------- | ----------- | ---------- |
| 1                 | Thomas Ravelli    | IFK Göteborg             | 13.08.1959 | 7        | 0        | 0           | 0          |
| 12                | Lars Eriksson     | IFK Norrköping           | 21.09.1965 | 0        | 0        | 0           | 0          |
| 22                | Magnus Hedman     | AIK Solna                | 19.03.1973 | 0        | 0        | 0           | 0          |
| Abwehrspieler     |                   |                          |            |          |          |             |            |
| 2                 | Roland Nilsson    | Sheffield Wednesday      | 27.11.1963 | 7        | 0        | 1           | 0          |
| 3                 | Patrik Andersson  | Borussia Mönchengladbach | 18.08.1971 | 7        | 0        | 1           | 0          |
| 4                 | Joachim Björklund | IFK Göteborg             | 15.03.1971 | 6        | 0        | 0           | 0          |
| 5                 | Roger Ljung       | Galatasaray Istanbul     | 08.01.1966 | 6        | 1        | 2           | 0          |
| 13                | Mikael Nilsson    | IFK Göteborg             | 28.09.1968 | 0        | 0        | 0           | 0          |
| 14                | Pontus Kåmark     | IFK Göteborg             | 05.04.1969 | 4        | 0        | 0           | 0          |
| 15                | Teddy Lučić       | Västra Frölunda IF       | 15.04.1973 | 0        | 0        | 0           | 0          |
| 20                | Magnus Erlingmark | IFK Göteborg             | 08.07.1968 | 1        | 0        | 0           | 0          |
| Mittelfeldspieler |                   |                          |            |          |          |             |            |
| 6                 | Stefan Schwarz    | Benfica Lissabon         | 18.04.1969 | 6        | 0        | 2           | 1          |
| 8                 | Klas Ingesson     | PSV Eindhoven            | 20.08.1968 | 7        | 0        | 1           | 0          |
| 9                 | Jonas Thern       | SSC Neapel               | 20.03.1967 | 5        | 0        | 1           | 0          |
| 11                | Tomas Brolin      | AC Parma                 | 29.11.1969 | 7        | 3        | 1           | 0          |
| 16                | Anders Limpar     | FC Arsenal               | 24.09.1965 | 1        | 0        | 0           | 0          |
| 17                | Stefan Rehn       | IFK Göteborg             | 22.09.1966 | 1        | 0        | 0           | 0          |
| 18                | Håkan Mild        | Servette Genf            | 14.06.1971 | 5        | 1        | 1           | 0          |
| 21                | Jesper Blomqvist  | IFK Göteborg             | 05.02.1974 | 2        | 0        | 0           | 0          |
| Stürmer           |                   |                          |            |          |          |             |            |
| 7                 | Henrik Larsson    | Feyenoord Rotterdam      | 20.09.1971 | 5        | 1        | 0           | 0          |
| 10                | Martin Dahlin     | Borussia Mönchengladbach | 16.04.1968 | 5        | 4        | 2           | 0          |
| 19                | Kennet Andersson  | OSC Lille                | 06.10.1967 | 7        | 5        | 1           | 0          |
| Trainer           |                   |                          |            |          |          |             |            |
|                   | Tommy Svensson    |                          | 04.03.1945 |          |          |             |            |

## Spiele der schwedischen Mannschaft

### Vorrunde
Kamerun –  Schweden 2:2 (1:1)
Stadion: Rose Bowl (Pasadena)
Zuschauer: 81.061
Schiedsrichter: Tejada (Peru)
Tore: 0:1 Ljung (8.), 1:1 Embé (31.), 2:1 Omam-Biyik (47.), 2:2 Dahlin (75.)
 Schweden –  Russland 3:1 (1:1)
Stadion: Pontiac Silverdome (Pontiac)
Zuschauer: 71.528
Schiedsrichter: Quiniou (Frankreich)
Tore: 0:1 Salenko (4.) 11m, 1:1 Brolin (37.) 11m, 2:1 Dahlin (59.), 3:1 Dahlin (81.)
 Brasilien –  Schweden 1:1 (0:1)
Stadion: Pontiac Silverdome (Pontiac)
Zuschauer: 77.217
Schiedsrichter: Puhl (Ungarn)
Tore: 0:1 K. Andersson (23.), 1:1 Romário (46.)
In Schwedens Gruppe B wurde der bis dahin dreifache Weltmeister Brasilien seiner Favoritenrolle gerecht; insbesondere das Sturmduo Romario und Bebeto überzeugte. Gegen Russland und Kamerun gewann das Team von Carlos Alberto Parreira, im letzten Gruppenspiel schafften die defensiv ausgerichteten Schweden gegen die Brasilianer ein Unentschieden. Schweden, das eher mäßig ins Turnier startete, zog als zweite Mannschaft in das Achtelfinale ein. Russland konnte nur im letzten Gruppenspiel überzeugen. Dabei traf Oleg Salenko als erster und bis dahin einziger Spieler der WM-Geschichte fünfmal in einem Spiel das Tor. Für die Russen endete die erste WM nach dem Zerfall der Sowjetunion bereits nach der Vorrunde. Kamerun konnte nicht an die Leistungen der WM von 1990 anknüpfen. Altstar Roger Milla sorgte aber für einen Rekord im für den Rest des Turniers letztlich unbedeutenden Spiel zwischen Kamerun und Russland. Mit seinen 42 Jahren erzielte er sich als bis dahin ältester Spieler der WM-Geschichte ein Tor.

### Achtelfinale
| 60.277 | Cotton Bowl (Dallas) | Saudi-Arabien | Schweden | Marsiglia (Brasilien) | 1:3 (0:1) | 0:1 Dahlin (6.) 0:2 K. Andersson (51.) 1:2 al-Ghesheyan (85.) 1:3 K. Andersson (88.) |

Schweden startete gut in die Begegnung gegen Außenseiter Saudi-Arabien, der in der Vorrunde überraschend starke Leistungen gezeigt hatte. Durch Tore von Dahlin und Kennet Andersson gingen die Skandinavier 2:0 in Führung. Die Saudis kamen jedoch vier Minuten vor dem Abpfiff noch einmal auf 1:2 heran, bevor wiederum Andersson mit dem 3:1 den Schlusspunkt dieser Partie setzte.

### Viertelfinale
| 83.500 | Stanford Stadium (Palo Alto) | Schweden | Rumänien | Don (England) | 2:2 n. V. (1:1, 0:0), 5:4 i. E. | 1:0 Brolin (78.) 1:1 Răducioiu (88.) 1:2 Răducioiu (101.) 2:2 K. Andersson (115.) Elfmeter: Răducioiu getroffen Mild vorbei Hagi getroffen K. Andersson getroffen Lupescu getroffen Brolin getroffen Petrescu gehalten Ingesson getroffen Dumitrescu getroffen R. Nilsson getroffen Belodedici gehalten Larsson getroffen |

Im Viertelfinale trafen die sich von Spiel zu Spiel steigernden Schweden auf Rumänien. Zwei Tore von Răducioiu für Rumänien und die Treffer von Brolin und Kennet Andersson hatten für ein 2:2 in dieser ausgeglichenen Partie gesorgt. Der Spielstand hatte auch in der Verlängerung Bestand. Im folgenden Elfmeterschießen waren Mild und Petrescu die einzigen Schützen, die ihren Strafstoß nicht verwandeln konnten, während aus beiden Mannschaften vier Spieler ins Tor trafen. Als Henrik Larsson zum fünften Elfmetertor für die Schweden traf und Belodedici vergab, war das Spiel für Schweden gewonnen.

### Halbfinale
| 91.856 | Rose Bowl (Pasadena) | Brasilien | Schweden | Torres Cadena (Kolumbien) | 1:0 (0:0) | 1:0 Romário (80.) |

Brasilien konnte sich im Halbfinale auch gegen die Schweden durchsetzen. Lange Zeit fiel kein Tor, bis sich Stürmerstar Romario mit einem Solo gegen die ansonsten dicht gestaffelte schwedische Abwehr durchsetzte und das 1:0 in der 80. Minute erzielte. In den verbleibenden zehn Minuten gelang Schweden nicht der Ausgleich.

### Spiel um Platz 3
| 91.500 | Rose Bowl (Pasadena) | Schweden | Bulgarien | Bujsaim (VAE) | 4:0 (4:0) | 1:0 Brolin (8.) 2:0 Mild (30.) 3:0 Larsson (37.) 4:0 K. Andersson (40.) |

Über 83.000 Zuschauer verfolgten das „kleine Finale“ in Boston und sahen einen überlegenen 4:0-Erfolg der Schweden über die Bulgaren, den Brolin, Mild, Larsson und Kennet Andersson gegen die kaum mehr motiviert scheinenden Osteuropäer schon in der ersten Halbzeit sicherstellten.